# 马可波罗 (网络剧)
《马可波罗》（英語：Marco Polo）是一部由溫斯坦影業制作，在Netflix上首播的电视剧，主要讲述马可·波罗在忽必烈王朝发生的一系列故事，第一季于2014年12月12日發布。
2015年1月7日，Netflix宣布續訂第二季10集。播出兩季後，2016年12月12日，Netflix宣布《马可·波罗》后续作品取消，据悉取消决定是Netflix和溫斯坦公司共同做出的。消息人士向《好萊塢報導》透露，共兩季的該劇導致Netflix損失2億美元而決定取消。

## 演员

### 主要人物
- 羅倫佐·瑞奇米（英语：Lorenzo Richelmy） 飾演 馬可·波羅
- 黃凱旋 飾演 元世祖皇帝
- 陳冲 飾演 察必皇后
- 鄭啟蕙（英语：Olivia Cheng (Canadian actress)） 飾演 梅琳皇妃（Mei Lin）
- 尹成植 飾演 海都
- 許瑞米（英语：Remy Hii） 飾演 真金
- 朱珠 飾演 闊闊真
- 吳永志（英语：Tom Wu） 飾演 百眼
- 黃經漢 飾演 賈似道
- 鄒兆龍 飾演 房贞
- 杨紫琼 飾演 白莲
- 陳瓊華 飾演 謝道清
- 金秀賢 飾演 忽禿倫
- 溫淑安 飾演 靜妃（Jing Fei）

### 常設人物
- 阿瑪·威克 飾演 尤瑟夫（Yusuf）
- 馬赫許·賈杜（英语：Mahesh Jadu） 飾演 阿合馬 (Ahmad)
- 烏利·拉圖克夫（Uli Latukefu） 飾演 白安巴（Byamba）
- 皮爾法蘭切斯可·法菲諾（英语：Pierfrancesco Favino） 飾演 尼科洛·波罗
- 巴鎮尼阿曼·亞馬賽埃康（英语：Baljinnyamyn Amarsaikhan） 飾演 阿里不哥
- 柯拉道·因佛尼茲（英语：Corrado Invernizzi） 飾演 马费奥·波罗
- 達爾文·蕭（英语：Darwin Shaw） 飾演 賽巴（Sabba）
- 劳伦斯·马克奥雷 飾演 察濱（Za Bing）

## 腳註
1. ↑  . Deadline.com. 2014-08-28  [2014-08-28]. （原始内容存档于2018-12-26）.
2. ↑  . hollywoodreporter.com.   [2016-12-13]. （原始内容存档于2017-02-06）.

## 外部連結
- 在Netflix上觀看《马可·波罗》
- 互联网电影数据库（IMDb）上《馬可·波羅》的资料（英文）
- 爛番茄上《马可波罗》的資料（英文）